# كارلوس خيمينيز ماسياس
كارلوس خيمينيز ماسياس (بالإسبانية: Carlos Jiménez Macías)‏ هو سياسي مكسيكي، ولد في 1 مايو 1950 في مدينة سان لويس بوتوسي في المكسيك. نشط حزبياً في الحزب الثوري المؤسساتي. وقد انتخب عضو مجلس الشيوخ من المكسيك وانتخب عضو مجلس النواب المكسيك.